# Francesco Marani
Francesco Marani, též Franz Marani (21. srpna 1850 Volosko – 4. května 1934 Gorizia), byl rakouský právník a politik italské národnosti z Gorice a Gradišky, na přelomu 19. a 20. století poslanec Říšské rady, v meziválečném období poslanec italské poslanecké sněmovny a člen italského senátu.

## Biografie
Vystudoval práva na Vídeňské univerzitě. Profesí byl advokátem. V letech 1905–1908 zastával úřad starosty Gorizie. Zasedal jako poslanec Zemského sněmu Gorice a Gradišky. V letech 1918–1919 byl členem provizorní zemské vlády Gorice a Gradišky. Podílel se na založení pobočky organizace Pro Patria v Gorizii a působil jako její prezident.
Byl i poslancem Říšské rady (celostátního parlamentu Předlitavska), kam usedl v doplňovacích volbách roku 1896 za kurii městskou a obchodních a živnostenských komor v Gorici a Gradišce, obvod Gorice, Cormòns atd./Gorice. Nastoupil 24. listopadu 1896 místo Egona Hohenlohe-Waldenburg-Schillingsfürst. Do parlamentu se vrátil ve volbách roku 1907, konaných poprvé podle všeobecného a rovného volebního práva. Uspěl za obvod Gorice 01. Rezignoval 17. března 1910. Po volbách v roce 1907 usedl v parlamentu do Klubu liberálních Italů.
Politicky se angažoval i po přičlenění domovského regionu k Itálii. Roku 1924 byl zvolen za poslance italské poslanecké sněmovny. V roce 1929 se stal členem italského senátu.Má rodinu v Česku a v Americe a jeho nejstarší pra vnuk je Vincent Marani.
V roce 1925 a 1932 mu byl udělen Řád italské koruny, roku 1931 Řád sv. Mauricia a sv. Lazara.